# Thomas Fearnley den yngre
Thomas Fearnley, född 16 januari 1880, död 10 januari 1961, var en norsk skeppsredare.
Fearnley var sonson till konstnären Thomas Fearnley och son till hovjägmästaren Thomas Nicolay Fearnley, som grundade Norges äldsta skeppsmäklarfirma, Fearnley & Eger. Han anställdes 1901 av fadern i dennes firma, och blev 1908 delägare. Under Fearnley ledning utvecklades firman ytterligare och under de för norsk sjöfart kritiska åren under och närmast efter första världskriget hävdade Fearnley skickligt näringens intressen. Han var vice ordförande i Norges Rederforbund 1915-18 och ordförande 1918-21. Han tillhörde vidare statens finans-, valuta- och industriråd. Liksom sin far var han starkt idrottsintresserad, och tillhörde flera gånger Internationella olympiska kommittén.